# جلوة بابلية
الجلوة البابلية أو المردن أو الأداد أو الأشخيص (باللاتينية: Atractylis babelii) نوع نباتي يتبع جنس الجلوة من الفصيلة النجمية.

## الموئل والانتشار
ينتشر هذا النبات في المغرب العربي.